# Albert Walder
Albert Walder (Dobbiaco, 9 novembre 1957) è un ex fondista italiano.

## Biografia
In Coppa del Mondo ottenne il primo risultato di rilievo il 3 marzo 1985 nella 50 km di Lahti (15°) e conquistò l'unico suo podio nella medesima località il 1º marzo 1987 (3° nella 30 km a tecnica libera).
In carriera prese parte a un'edizione dei Giochi olimpici invernali, Calgary 1988 (16° nella 50 km, 5° nella staffetta) e a due dei Campionati mondiali (8° nella 50 km di Oberstdorf 1987 il miglior risultato).
Ha vinto la Gran fondo Val Casies nel 1984 e la Marcialonga nel 1988.

## Palmarès

### Coppa del Mondo
- Miglior piazzamento in classifica generale: 21º nel 1986
- 1 podio (individuale[1]):
  - 1 terzo posto

## Riconoscimenti
A Walder è dedicato l'anello da fondo "Albert", di 10 km, a Dobbiaco, suo paese natale.